# Bockwindmühle Rethem

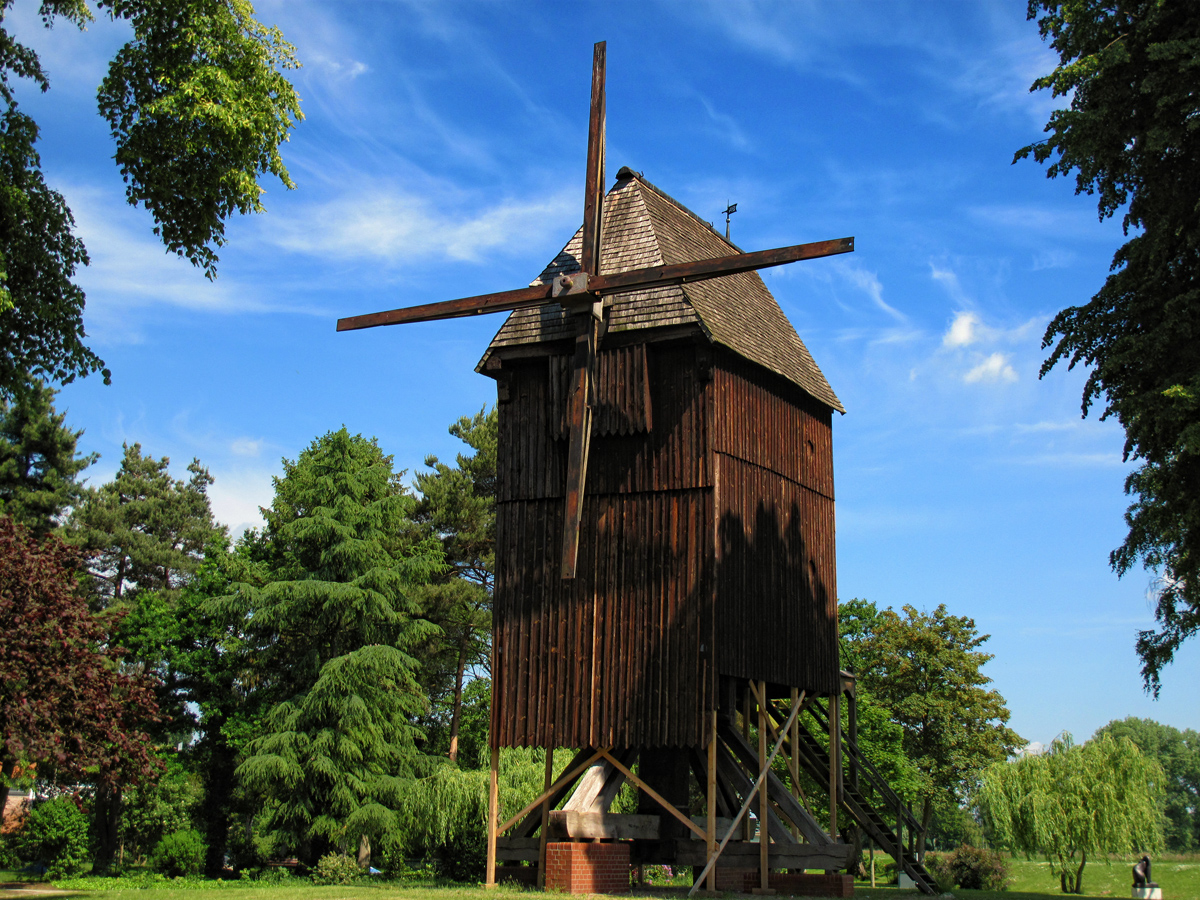
Bockwindmühle Rethem (2009)

Die Bockwindmühle Rethem ist ein Baudenkmal in der niedersächsischen Stadt Rethem (Aller) im Landkreis Heidekreis.
Die Bockwindmühle wurde im Jahr 1594 in Frankenfeld, einer Gemeinde in der Samtgemeinde Rethem/Aller, errichtet. Aus Anlass der 600-Jahr-Feier Rethems wurde sie 1955 zerlegt und im Rethemer Londypark unweit der Aller wieder aufgebaut. Die Windmühle ist Station 93 der Niedersächsischen Mühlenstraße (Region Lüneburger Heide).